# Inocybe erubescens
Inocybe erubescens é um fungo que pertence ao gênero de cogumelos Inocybe na ordem Agaricales. Encontrado na Europa, é um cogumelo venenoso, que pode matar.